# Підземне сховище газу Марісмас
Підземне сховище газу Марісмас – інфраструктурний об'єкт газової промисловості в Іспанії.
Сховище ввели в дію у 2012 році. Під зберігання газу виділили виснажені поклади родовищ групи Марісмас (такі, як Marismas B-1, Marismas C-2 та Marismas A), розробка яких велась у 1980-х – 1990-х роках (також відомо, що по 2004 рік в районі Кампос-де-Марісмас видобули дещо більше за 1 млрд м3 газу). Поклади знаходяться у пісковиках формації Гвадалквівір, що відноситься до верхнього міоцену та залягає на невеликій глибині (відомо, що в усьому басейні Гвадалквівір-Кадіс глибина залягання родовищ знаходиться в діапазоні від 500 до 1200 метрів).
Станом на кінець 2015 року ємність сховища становила 136 млн м3 при максимальному добовому відборі у 0,4 млн м3.
Поряд зі сховищем проходять траси газопроводів Уельва – Кордова – Мадрид та Уельва – Алькасар-де-Сан-Хуан – Мадрид.